# Elezioni suppletive per la Camera dei rappresentanti degli Stati Uniti d'America del 1805
Nel corso del 1805 si tennero elezioni suppletive per la Camera dei rappresentanti per eleggere deputati della Camera nei distretti rimasti vacanti.

## Risultati

### 3º distretto congressuale di New York
Le elezioni suppletive nel 3º distretto congressuale di New York si sono tenute dal 2 al 4 gennaio, in seguito alle dimissioni di Samuel L. Mitchill.
| Partito                            | Partito                                               | Candidato                          | Risultati 2-4 gennaio | Risultati 2-4 gennaio |
| Partito                            | Partito                                               | Candidato                          | Voti                  | %                     |
| ---------------------------------- | ----------------------------------------------------- | ---------------------------------- | --------------------- | --------------------- |
|                                    | Democratico-Repubblicano                              | Gurdon Mumford                     | 1 119                 | 84,20                 |
|                                    | Indipendente                                          | George I. Warner                   | 210                   | 15,80                 |
|                                    |                                                       |                                    |                       |                       |
| Iscritti                           | Iscritti                                              | Iscritti                           | 1 329                 | 100,00                |
| ↳ Votanti (% su iscritti)          | ↳ Votanti (% su iscritti)                             | ↳ Votanti (% su iscritti)          | 1 329                 | 100,00                |
| ↳ Voti validi (% su votanti)       | ↳ Voti validi (% su votanti)                          | ↳ Voti validi (% su votanti)       | 1 329                 | 100,00                |
| ↳ Schede non valide (% su votanti) | ↳ Schede non valide (% su votanti)                    | ↳ Schede non valide (% su votanti) | 0                     | 0,00                  |
| ↳ Astenuti (% su iscritti)         | ↳ Astenuti (% su iscritti)                            | ↳ Astenuti (% su iscritti)         | 0                     | 0,00                  |
|                                    |                                                       |                                    |                       |                       |
|                                    | Esito: collegio confermato a Democratico-Repubblicano |                                    |                       |                       |

### 5º distretto congressuale della Carolina del Nord
Le elezioni suppletive nel 5º distretto congressuale della Carolina del Nord si sono tenute l'8 agosto, in seguito alla morte di James Gillespie.
| Partito                            | Partito                                               | Candidato                          | Risultati 8 agosto | Risultati 8 agosto |
| Partito                            | Partito                                               | Candidato                          | Voti               | %                  |
| ---------------------------------- | ----------------------------------------------------- | ---------------------------------- | ------------------ | ------------------ |
|                                    | Democratico-Repubblicano                              | Thomas Kenan                       | 2 320              | 65,28              |
|                                    | Democratico-Repubblicano                              | Benjamin Smith                     | 1 234              | 34,72              |
|                                    |                                                       |                                    |                    |                    |
| Iscritti                           | Iscritti                                              | Iscritti                           | 3 554              | 100,00             |
| ↳ Votanti (% su iscritti)          | ↳ Votanti (% su iscritti)                             | ↳ Votanti (% su iscritti)          | 3 554              | 100,00             |
| ↳ Voti validi (% su votanti)       | ↳ Voti validi (% su votanti)                          | ↳ Voti validi (% su votanti)       | 3 554              | 100,00             |
| ↳ Schede non valide (% su votanti) | ↳ Schede non valide (% su votanti)                    | ↳ Schede non valide (% su votanti) | 0                  | 0,00               |
| ↳ Astenuti (% su iscritti)         | ↳ Astenuti (% su iscritti)                            | ↳ Astenuti (% su iscritti)         | 0                  | 0,00               |
|                                    |                                                       |                                    |                    |                    |
|                                    | Esito: collegio confermato a Democratico-Repubblicano |                                    |                    |                    |

### Distretto congressuale at-large del Delaware
Le elezioni suppletive nel distretto congressuale at-large del Delaware si sono tenute il 1º ottobre, in seguito al rifiuto di prestare mandato di James A. Bayard.
| Partito                            | Partito                                  | Candidato                          | Risultati 1 ottobre | Risultati 1 ottobre |
| Partito                            | Partito                                  | Candidato                          | Voti                | %                   |
| ---------------------------------- | ---------------------------------------- | ---------------------------------- | ------------------- | ------------------- |
|                                    | Federalista                              | James M. Broom                     | 3 011               | 52,65               |
|                                    | Democratico-Repubblicano                 | David Hall                         | 2 682               | 46,90               |
|                                    | Democratico-Repubblicano                 | Isaac H. Starr                     | 24                  | 0,42                |
|                                    | Indipendente                             | Hugh W. Richie                     | 2                   | 0,03                |
|                                    |                                          |                                    |                     |                     |
| Iscritti                           | Iscritti                                 | Iscritti                           | 5 719               | 100,00              |
| ↳ Votanti (% su iscritti)          | ↳ Votanti (% su iscritti)                | ↳ Votanti (% su iscritti)          | 5 719               | 100,00              |
| ↳ Voti validi (% su votanti)       | ↳ Voti validi (% su votanti)             | ↳ Voti validi (% su votanti)       | 5 719               | 100,00              |
| ↳ Schede non valide (% su votanti) | ↳ Schede non valide (% su votanti)       | ↳ Schede non valide (% su votanti) | 0                   | 0,00                |
| ↳ Astenuti (% su iscritti)         | ↳ Astenuti (% su iscritti)               | ↳ Astenuti (% su iscritti)         | 0                   | 0,00                |
|                                    |                                          |                                    |                     |                     |
|                                    | Esito: collegio confermato a Federalista |                                    |                     |                     |

### 4º distretto congressuale della Pennsylvania
Le elezioni suppletive nel 4º distretto congressuale della Pennsylvania si sono tenute l'8 ottobre, in seguito alla morte di John A. Hanna.
| Partito                            | Partito                                               | Candidato                          | Risultati 8 ottobre | Risultati 8 ottobre |
| Partito                            | Partito                                               | Candidato                          | Voti                | %                   |
| ---------------------------------- | ----------------------------------------------------- | ---------------------------------- | ------------------- | ------------------- |
|                                    | Democratico-Repubblicano                              | Robert Whitehill                   | 6 457               | 70,72               |
|                                    | Federalista                                           | James Duncan                       | 2 674               | 29,28               |
|                                    |                                                       |                                    |                     |                     |
| Iscritti                           | Iscritti                                              | Iscritti                           | 9 131               | 100,00              |
| ↳ Votanti (% su iscritti)          | ↳ Votanti (% su iscritti)                             | ↳ Votanti (% su iscritti)          | 9 131               | 100,00              |
| ↳ Voti validi (% su votanti)       | ↳ Voti validi (% su votanti)                          | ↳ Voti validi (% su votanti)       | 9 131               | 100,00              |
| ↳ Schede non valide (% su votanti) | ↳ Schede non valide (% su votanti)                    | ↳ Schede non valide (% su votanti) | 0                   | 0,00                |
| ↳ Astenuti (% su iscritti)         | ↳ Astenuti (% su iscritti)                            | ↳ Astenuti (% su iscritti)         | 0                   | 0,00                |
|                                    |                                                       |                                    |                     |                     |
|                                    | Esito: collegio confermato a Democratico-Repubblicano |                                    |                     |                     |

### 11º distretto congressuale della Pennsylvania
Le elezioni suppletive nel 11º distretto congressuale della Pennsylvania si sono tenute l'8 ottobre, in seguito rifiuto di svolgere il mandato di John B. C. Lucas.
| Partito                            | Partito                                               | Candidato                          | Risultati 8 ottobre | Risultati 8 ottobre |
| Partito                            | Partito                                               | Candidato                          | Voti                | %                   |
| ---------------------------------- | ----------------------------------------------------- | ---------------------------------- | ------------------- | ------------------- |
|                                    | Democratico-Repubblicano                              | Samuel Smith                       | 3 325               | 52,80               |
|                                    | Federalista                                           | James O'Hara                       | 2 264               | 35,95               |
|                                    | Tertium quids                                         | Nathaniel Irish                    | 708                 | 11,24               |
|                                    |                                                       |                                    |                     |                     |
| Iscritti                           | Iscritti                                              | Iscritti                           | 6 297               | 100,00              |
| ↳ Votanti (% su iscritti)          | ↳ Votanti (% su iscritti)                             | ↳ Votanti (% su iscritti)          | 6 297               | 100,00              |
| ↳ Voti validi (% su votanti)       | ↳ Voti validi (% su votanti)                          | ↳ Voti validi (% su votanti)       | 6 297               | 100,00              |
| ↳ Schede non valide (% su votanti) | ↳ Schede non valide (% su votanti)                    | ↳ Schede non valide (% su votanti) | 0                   | 0,00                |
| ↳ Astenuti (% su iscritti)         | ↳ Astenuti (% su iscritti)                            | ↳ Astenuti (% su iscritti)         | 0                   | 0,00                |
|                                    |                                                       |                                    |                     |                     |
|                                    | Esito: collegio confermato a Democratico-Repubblicano |                                    |                     |                     |

## Riepilogo
| Data        | Stato             | Collegio | Parlamentare uscente | Partito                  | Parlamentare eletto | Partito                  |
| ----------- | ----------------- | -------- | -------------------- | ------------------------ | ------------------- | ------------------------ |
| 2-4 gennaio | New York          | 2°       | Samuel L. Mitchill   | Democratico-Repubblicano | Gurdon Mumford      | Democratico-Repubblicano |
| 8 agosto    | Carolina del Nord | 5°       | James Gillespie      | Democratico-Repubblicano | Thomas Kenan        | Democratico-Repubblicano |
| 1 ottobre   | Delaware          | At-large | James A. Bayard      | Democratico-Repubblicano | James M. Broom      | Democratico-Repubblicano |
| 8 ottobre   | Pennsylvania      | 4°       | John A. Hanna)       | Democratico-Repubblicano | Robert Whitehill    | Democratico-Repubblicano |
| 8 ottobre   | Pennsylvania      | 11°      | John B. C. Lucas     | Democratico-Repubblicano | Samuel Smith        | Democratico-Repubblicano |